# 山崎功
山崎 功（やまざき いさお、1907年2月25日 - 1983年6月3日）は、日本のジャーナリスト、イタリア研究者、翻訳家。

## 生涯
石川県金沢市生まれ。1927年東京外国語学校イタリア語科卒後、読売新聞社に入る。ローマ特派員、1942年ローマ大学政治学部卒。欧米部次長、論説委員。

## 著書
- 『ローマ転落の賦 戦時及戦後イタリア』（蒼穹社） 1948
- 『世界の明暗を追うて 移動特派員の手帖』（筑摩書房） 1953
- 『現代イタリア史 ファシズムを通じてみた』（岩波新書） 1955
- 『イタリア社会運動史』（淡路書房新社） 1957
- 『イタリア民主主義の研究 労働運動と変革の論理』（合同出版社） 1959
- 『反ファシズム抗争 イタリアにおける構造的改良の展開』（合同出版社） 1961
- 『民主主義における社会主義への前進』（合同出版社） 1963
- 『イタリアという国』（岩波新書） 1964
- 『パルミーロ・トリアッティ その生涯と業績』（合同出版） 1965
- 『アントニオ・グラムシ その生涯と時代』（岩波書店） 1966
- 『遠き草笛 山崎功詩集』（西川一郎） 1968
- 『イタリア労働運動史』（青木書店） 1970
- 『ファシズム体制 イタリア・ファッシズムの歴史と特質』（御茶の水書房） 1972
- 『ルネサンス』（読売新聞社、読売選書） 1974
- 『統一戦線の理論 イタリアの道』（青木書店） 1976
- 『イタリア人』（講談社現代新書） 1979
- 『エンリーコ・ベルリングェール 頑強なサルデーニャ人』（読売新聞社） 1980
- 『わが回想 イタリアとの六十年』（山崎功先生を励ます会編、同時代社） 1983

## 翻訳
- 『統一戦線の諸問題 他』（トリアッティ、大月書店、国民文庫） 1975
- 『イタリア共産党との対話』（ジョルジョ・ナポリターノ, エリック・J・ホブズボーム、岩波新書） 1976
- 『スムルコフスキー回想録 わたしは屈服しない』（ヨゼフ・スムルコフスキー、読売新聞社） 1976
- 『世界短編名作選 イタリア編』（大久保昭男, 高橋勝之共編集、新日本出版社） 1977
- 『新版トリアッティ選集』全2巻（監修、トリアッティ選集刊行委員会編、合同出版） 1980
- 『反ファシズム抵抗運動』（ジョルジョ・アメンドラ、諏訪羚子共訳、合同出版） 1983

## 伝記
- 『回想の山崎功』（伊東明美） 1984

## 論文
- ＜山崎功